# Триклады
Трикладиды (лат. Tricladida), — отряд свободноживущих плоских червей, традиционно относимый к классу ресничных червей (Turbellaria). Характерная черта этой группы — трёхветвистый кишечник.

## История
До недавнего времени в систематике трикладид практически безраздельно господствовала сформировавшаяся ещё в конце XIX века концепция, по которой их разделяли на три группы: Maricola (преимущественно морские формы), Paludicola (пресноводные формы) и Terricola (наземные планарии). Однако в 1990 году Рональд Слайс, проанализировав морфологию, жизненные циклы и особенности экологии одного из семейств пресноводных планарий Dimarcusidae, пришёл к выводу, что оно представляет собой монофилетическую группу, которая не может быть включена ни в одну из трёх групп Tricladida, и на этом основании выделил димаркусид в самостоятельную группу Cavernicola.
В начале XXI века в результате внедрения в изучение систематики трикладид методов молекулярной филогенетики была подвергнута сомнению как монофилия перечисленных выше групп, так и принадлежность трикладид к отряду Seriata. По результатам этого исследования сестринской группой для трикладид оказался другой отряд — Prolecithophora. Кроме того, была выявлена парафилия пресноводных планарий группы Paludicola: семейство Dugesiidae оказалось сестринским по отношению к наземным планариям Terricola. Два других семейства Paludicola (Planariidae и Dendrocoelidae) сохранили статус монофилетической группы.

## Представители

### Paludicola
Молочно-белая планария (Dendrocoelum lacteum) — достаточно распространённый пресноводный вид. Крупные особи достигают 2,5 см в длину. Обычно скрываются под камнями, в листовых пазухах или на нижней стороне листьев водных растений. На переднем конце имеется 2 глаза. Сквозь прозрачные покровы просвечивается кишечник.
Бурая планария (Planaria torva) — обитатель стоячих и медленно текущих пресных водоёмов. Также встречается в солоноватых районах Балтийского моря. Окраска тела червей этого вида — темно-бурая, более тёмная на спинной стороне. Длина — до 1,3 см.
Характерная черта чёрной многоглазки (Polycelis nigra) — многочисленные бокаловидные глаза на переднем конце тела. Обычно не превышает в длину 1 см. Эти планарии встречаются в небольших водоемах с чистой водой, обильно заросших водными растениями.

## Список источников
- Вестхайде В., Ригер Р. От простейших до моллюсков и артропод // Зоология беспозвоночных. = Spezielle Zoology. Teil 1: Einzeller und Wirbellose Tiere / пер. с нем. О. Н. Бёллинг, С. М. Ляпкова, А. В. Михеев, О. Г. Манылов, А. А. Оскольский, А. В. Филиппова, А. В. Чесунов; под ред. А. В. Чесунова. — М.: Товарищество научных изданий КМК, 2008. — Т. 1. — iv+512+iv с. — 1000 экз. — ISBN 978-5-87317-491-1.
- Экосистемы водоемов Алтайского края / под ред. М. М. Силантьевой. — Барнаул: Изд-во АГУ, 1997.